# Пиетришу (Олт)
Пиетришу (рум. Pietrișu) насеље је у Румунији у округу Олт у општини Куртишоара. Oпштина се налази на надморској висини од 181 m.

## Становништво
Према подацима из 2002. године у насељу је живело 517 становника, од којих су сви румунске националности.